# Hurnet Dekkers
Hurnet Nicoret Dekkers (Hurwenen, 8 mei 1974) is een Nederlands voormalig roeister. Ze vertegenwoordigde Nederland eenmaal bij de Olympische Spelen en won bij die gelegenheid een bronzen medaille.
Op 8 december 2001 won ze het NK Indoorroeien met een wereldrecordtijd van 6 minuten en 30,6 seconden. Zij veroverde ook het wereldrecord 6 kilometer op de Amstel Ergohead met een tijd van 20 minuten en 57,7 seconden.
Op de Olympische Spelen van 2004 in Athene behaalde zij met de vrouwenacht een bronzen medaille. Hun 6.04,10 in de kwalificatieronde was voldoende voor kwalificatie in de finale. In de finale eindigden ze met 6.19,85 achter de Roemeense en Amerikaanse roeiploeg, die in respectievelijk 6.17,70 en 6.19,56 over de finish kwamen.
Ze is aangesloten bij A.A.S.R. Skøll in Amsterdam.

## Palmares

### Skiff
- 2002: 9e WK Sevilla - 7.34,36

### Dubbelvier
- 2003: 9e WK Milaan - 6.36,67

### Acht met stuurvrouw
- 2004:  OS Athene - 6.19,85
- 2005:  WK Gifu - 5.59,61
- 2007: 7e WK München - 6.14,75

Hurnet Dekkers · 
Annemiek de Haan · 
Nienke Hommes · 
Annemarieke van Rumpt · 
Sarah Siegelaar · 
Marlies Smulders · 
Helen Tanger · 
Froukje Wegman · 
Ester Workel (stuurvrouw)